# Úri muri (film)
Az Úri muri 1949-ben készült magyar filmdráma Bán Frigyes rendezésben, mely Móricz Zsigmond azonos című regényének filmváltozata. A film a nagy sikerű Nemzeti Színházban futó színdarab feldolgozása volt.

## A cselekmény
A történet 1896-ban, a millennium évében játszódik. Szakhmáry Zoltán földbirtokos a saját birtokán meg akarja reformálni a gazdálkodást, az évszázados szokásokkal szakítva. A felesége viszont nem írja alá váltóit, emiatt Szakhmáry tehetetlen. Elkeseredésében egy hatalmas mulatságra hívja össze a népet, ahol megjelenik szeretője is, Rozi, a sommáslány.
A filmet 1949 augusztusa és novembere között forgatták az alsódabasi kastélynál, valamint Jászberényben és Ócsán, a belső jeleneteket pedig a Hunnia Filmgyárban vették fel. A forgatás során egyébként csak egy díszletkastélyt gyújtottak fel a Hunnia udvarán.

## Szereplők
- Deák Sándor (Szakhmáry Zoltán)
- Szörényi Éva (Szakhmáryné, Rédey Eszter)
- Mészáros Ági (Rozika)
- Tompa Sándor (Csörgheő Csuli)
- Rajnay Gábor (Lekenczey Muki)
- Lehotay Árpád (Zselley Balogh Ábel)
- Gellért Lajos (Wágner)
- Makay Margit
- Tapolczay Gyula (polgármester)
- Balázs Samu (kereskedő)
- Bánhidi László (kubikus)
- Bihari József (a csurgaiak vezetője)
- Danyi József (a cigányzenekar vezetője)